# Wilhelmina Lust

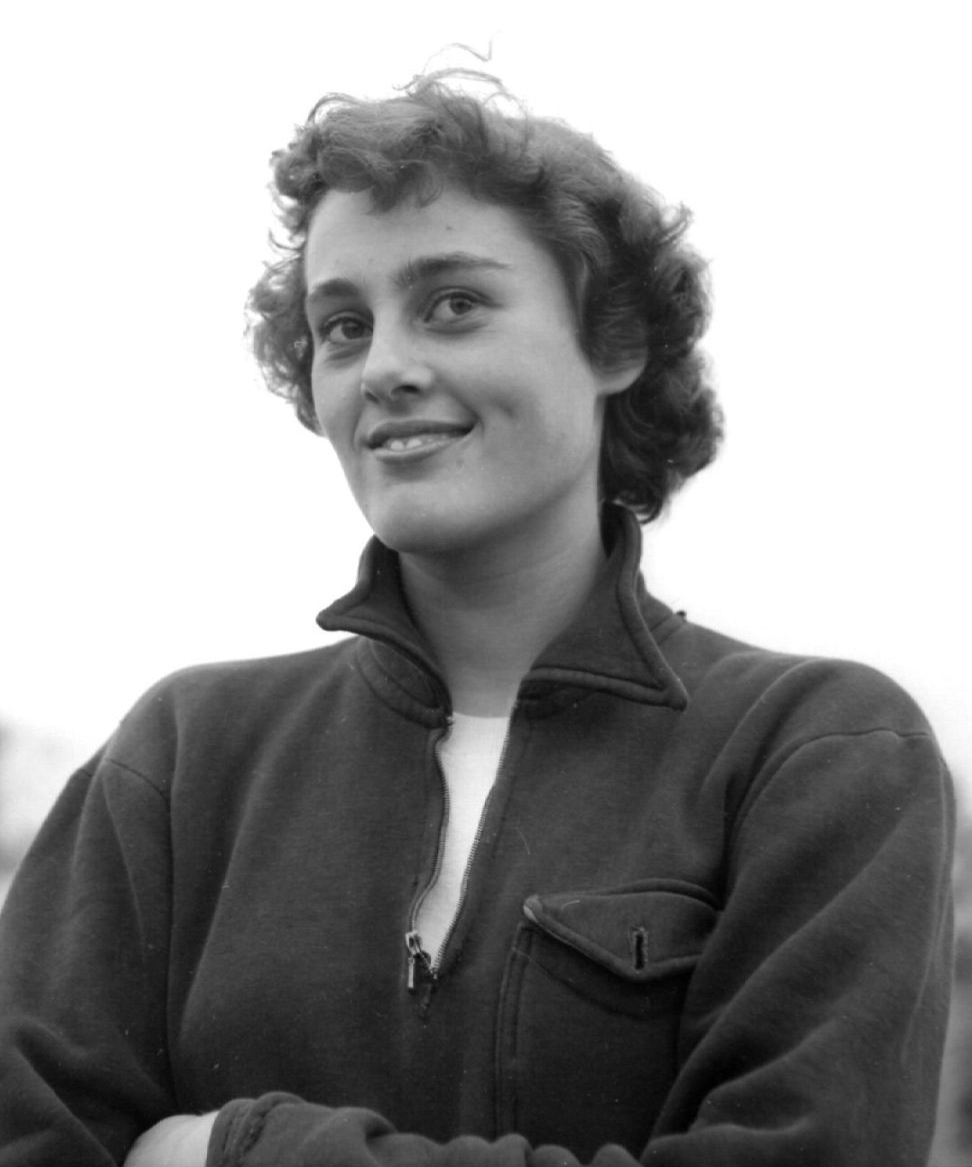
Wilhelmina Lust, 1951

Wilhelmina Lust (Wilhelmina Maria Lust, verheiratete Postma; * 19. Juni 1932 in Zaandam) ist eine ehemalige niederländische Weitspringerin, Hürdenläuferin und Sprinterin.
Bei den Leichtathletik-Europameisterschaften 1950 in Brüssel gewann sie Silber im Weitsprung und scheiterte über 80 m Hürden im Vorlauf aus.
1952 wurde sie bei den Olympischen Spielen in Helsinki Fünfte im Weitsprung und Sechste in der 4-mal-100-Meter-Staffel. Über 80 m Hürden kam sie nicht über die erste Runde hinaus.
Je zweimal wurde sie Niederländische Meisterin im Weitsprung (1952, 1953) und im Fünfkampf (1950, 1951).   

## Persönliche Bestleistungen
- 80 m Hürden: 11,4 s, 21. September 1952, Berlin
- Weitsprung: 5,81 m, 23. Juli 1952, Helsinki